# Spagetti

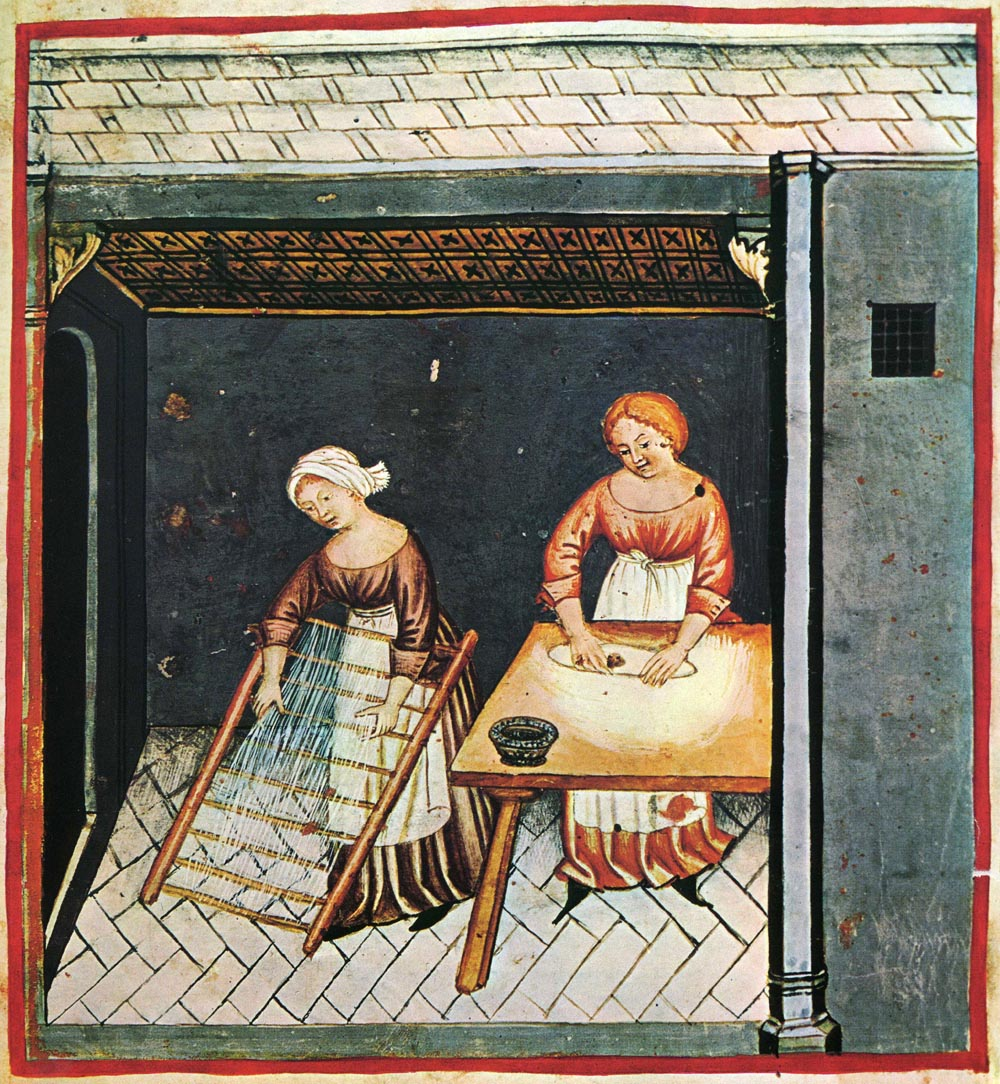
Spagettikészítés a középkorban

A spagetti (olaszul: spaghetti) hosszú, vékony tésztaféle. Az olasz konyha tipikus étele.
Sokféleképp felhasználható, népszerű és az egész nyugati kultúrában elterjedt. A spagetti az olasz spaghetto szó többes számából származik, amely a „spago” kicsinyítőképzős alakja. Jelentése: „vékony húr”. A „spagetti” szó nyelvileg „kicsi húroknak” is fordítható. A spaghettinit (vékony spagettit) kevesebb ideig kell főzni, mint a rendes spagettit. Létezik azonban a spaghettoni (vastag spagetti) is, amely főzési ideje hosszabb. A spagetti mindhárom típusa hosszabb, mint a többi körprofilú tésztáé, amilyen például a vermicelli (cérnametélt) is.

## Elkészítése
A spagettitésztát forrásban lévő sós vízben „al dente”-re főzzük, ami azt jelenti, hogy a tészta belseje még kemény. Főzés után leszűrjük, jól lecsepegtetjük és azonnal a mártáshoz adjuk.

## Ismert spagettiételek
- Spaghetti aglio e olio – fokhagymával és olívaolajjal, kerülhet bele még csípős paprika és petrezselyem is
- Spaghetti cacio e pepe - borssal és parmezánnal
- Spaghetti alla carbonara – pecorino sajttal, borssal, tojással és szalonnával (hagyományosan pancettával)
- Spaghetti alla napoletana – paradicsomszósszal
- Spaghetti alla puttanesca – fűszeres paradicsomszósszal, szardellával, pepperónival, olívabogyóval és kapribogyóval
- Spaghetti alla gricia – sült szalonnával (guanciale vagy lardo) és pecorino sajttal
- Spaghetti alle vongole – kagylóval
- Spaghetti bolognese – darált hússal készült paradicsomszósszal
- Spaghetti arrabbiata - csípős szósz fokhagymával, paradicsommal, csilipaprikával főzve olívaolajban
- Spaghetti all'amatriciana - pácolt sertéspofa, pecorino sajt és paradicsom (fokhagyma nem kerül bele)
- Spaghetti húsgolyókkal - paradicsomszósszal és húsgolyókkal (főleg az Egyesült Államok olaszok által lakott részein)
- Spaghetti al nero di seppia - A tintahal tintájával színezett, fekete spagetti tintahallal
- Spaghetti Sicilian - paradicsommal, olívaolajjal, fokhagymával, csirkével

## Galéria

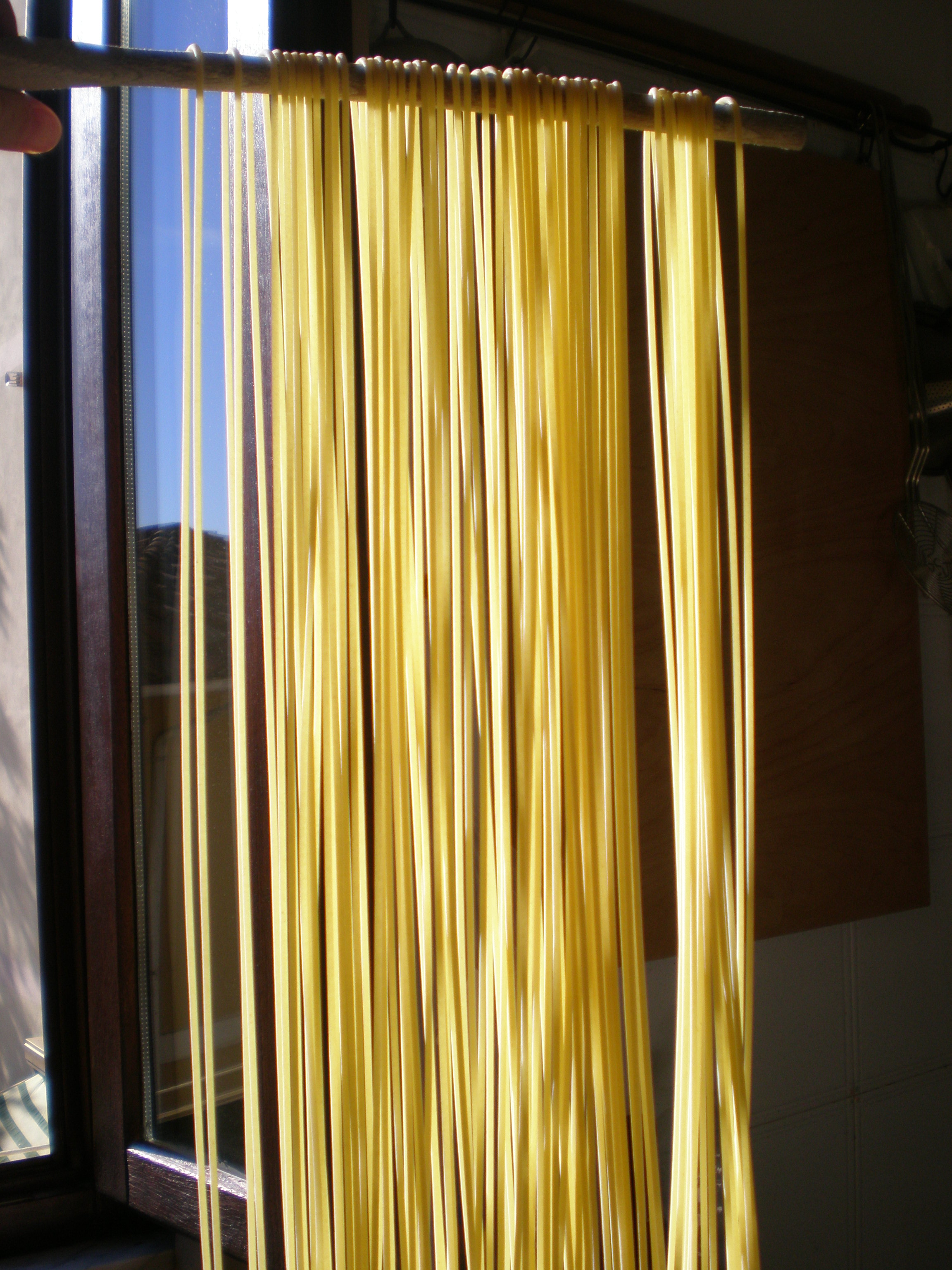
Nyers spaghettoni
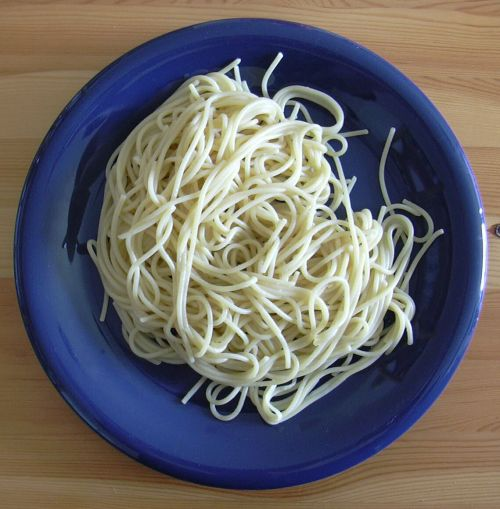
Spagetti
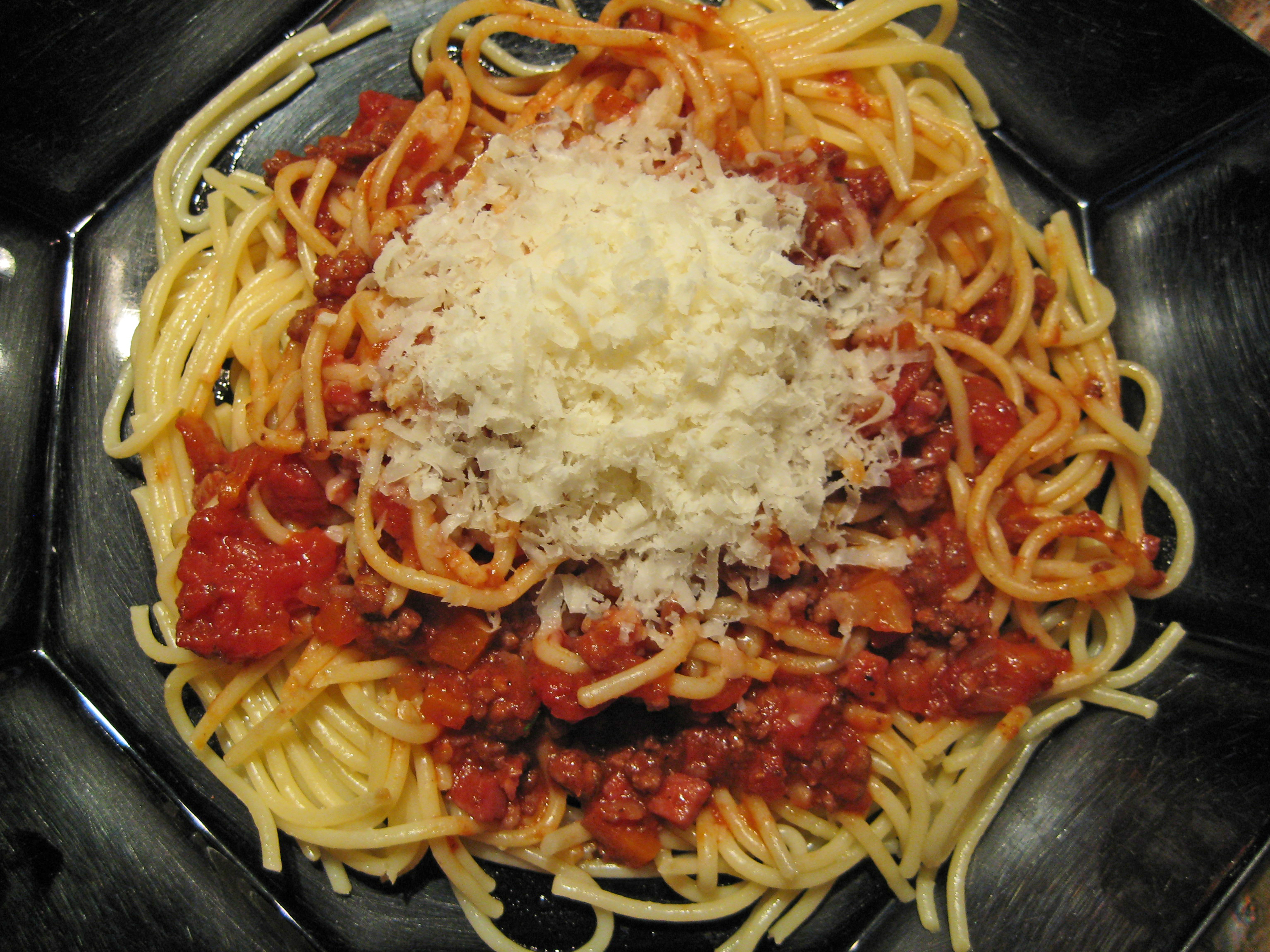
Spagetti bolognese parmezán sajttal
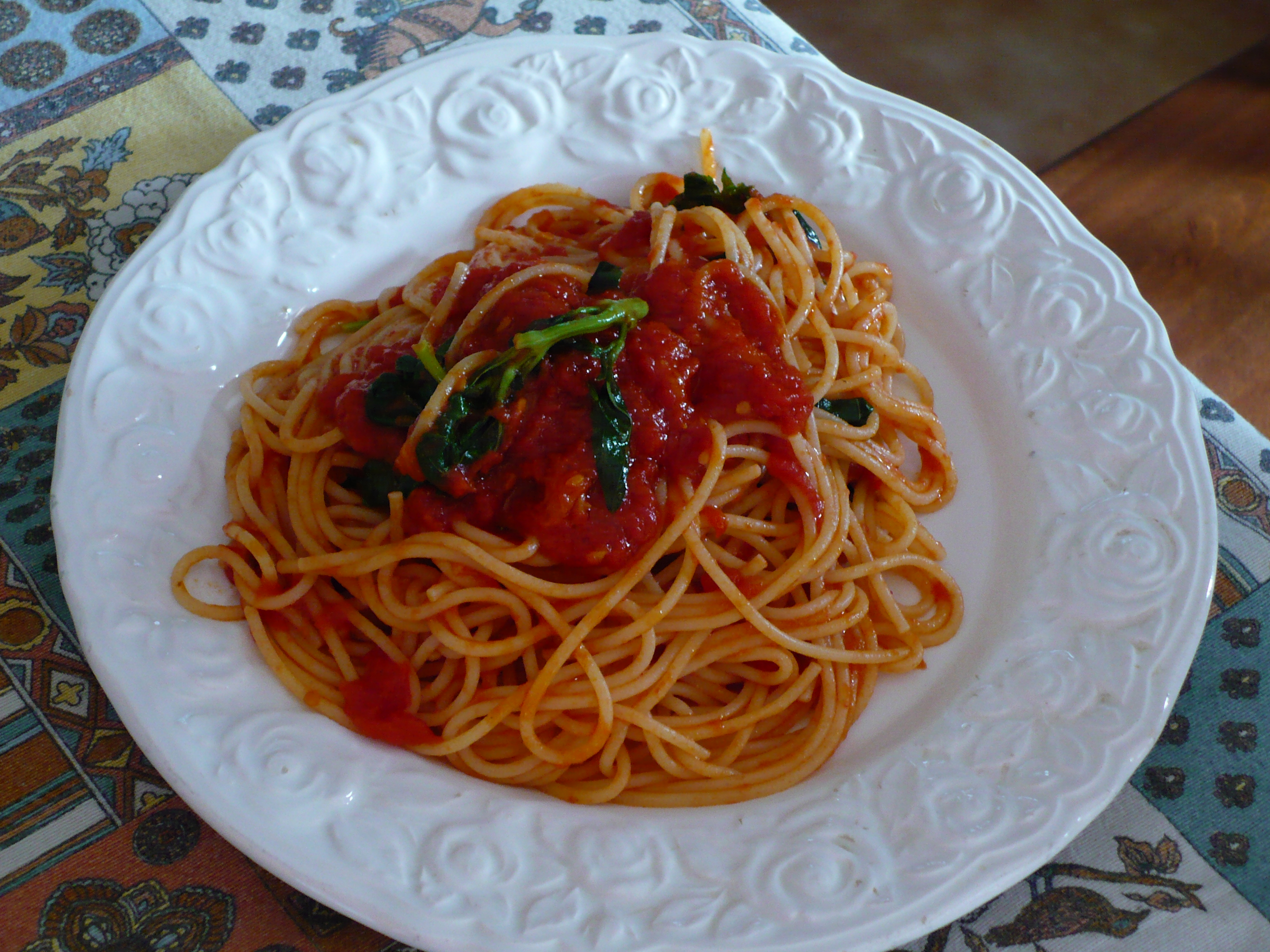
Spaghetti al pomodoro e basilico
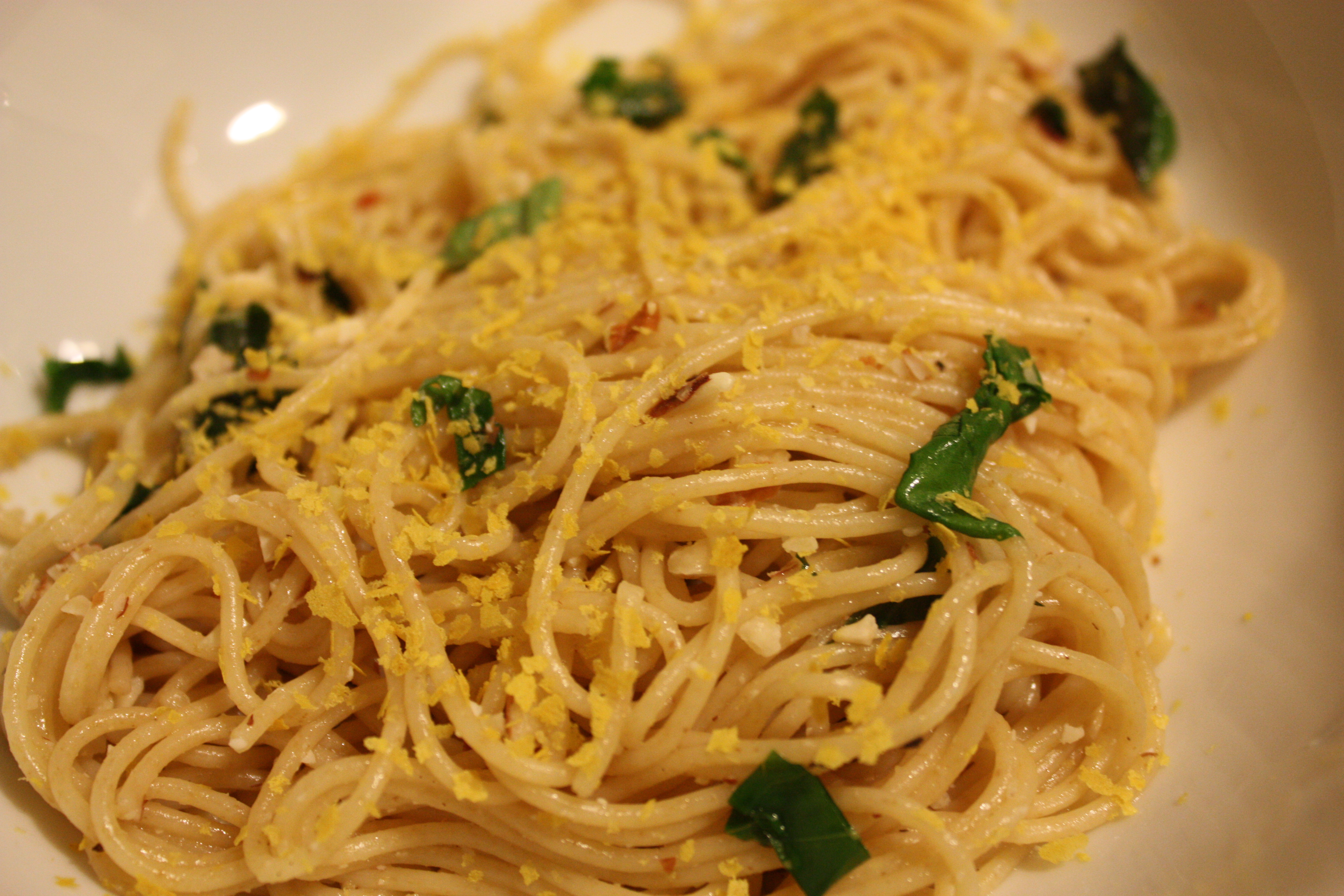
Spaghettini aglio e olio
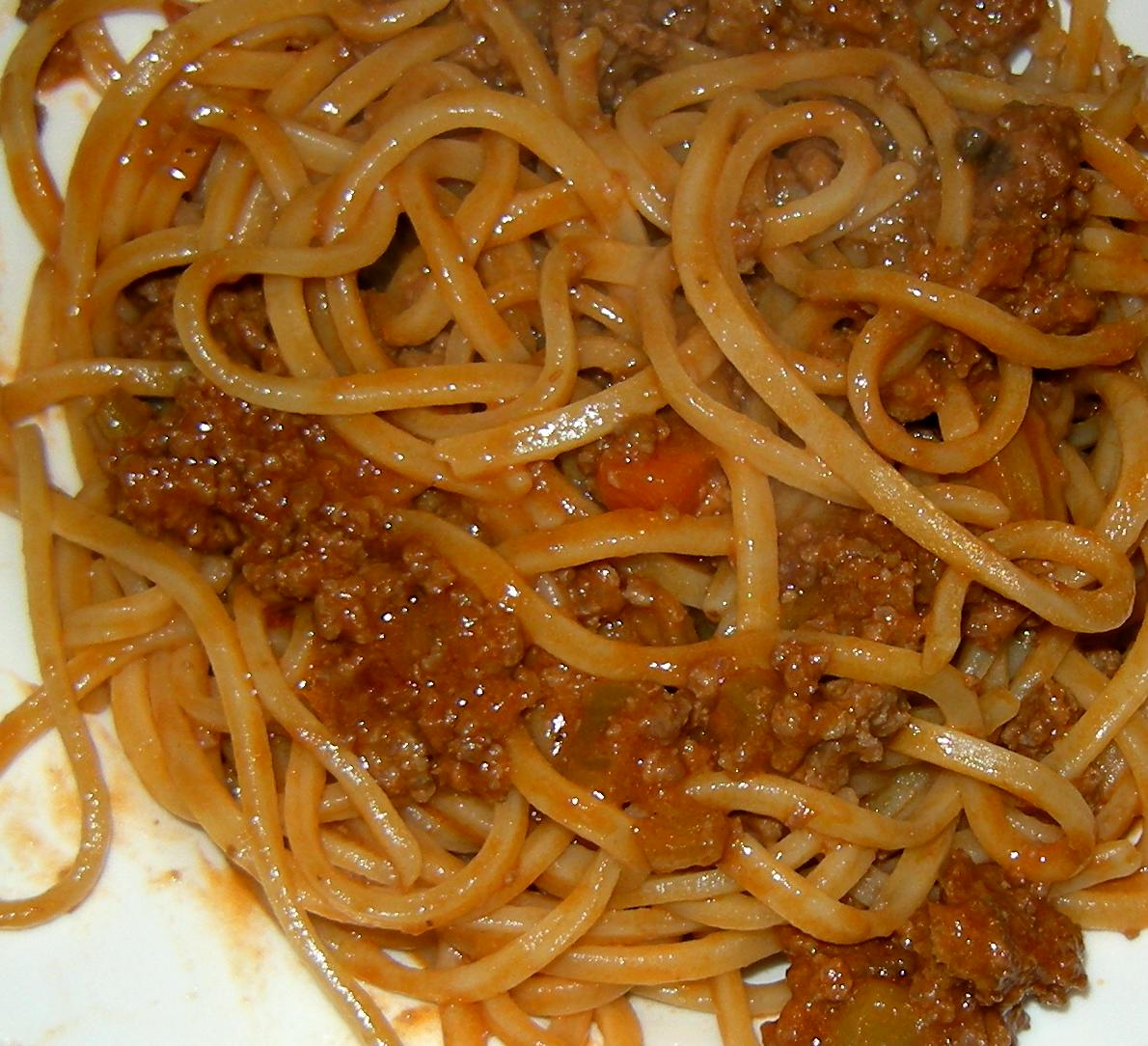
Spaghettoni alla chitarra e ragù